# Vitreorana baliomma
Vitreorana baliomma é uma espécie de anfíbio da família Centrolenidae. Endêmica do Brasil, pode ser encontrada nos municípios de Itamaraju e Itapebi, no estado da Bahia, e Areia Branca, no estado de Sergipe.